# 赤江謙一
赤江 謙一（あかえ けんいち、1977年5月30日 -  ）は、日本の男性お笑い芸人。東京都新宿区出身。

## 来歴・人物
高校在学中から芸能活動を始めるも、お笑いへの憧れが強くなり芸人を目指す。
求人雑誌で相方募集の広告を載せ、そこで相方の世界のうめざわと出会い「楽天」を結成。
お笑い以外にコンビで雑誌のファッションモデル、ピンでもCMなどにも出演。
「楽天」解散後、この世界から退こうとした矢先に中学と高校の同級生から結婚披露宴の司会を頼まれる。そのとき喋る仕事の楽しさに改めて気づき、ジュエリーデザインの学校に通いながらも細々と芸能活動を続けた。
再び漫才がやりたいと世界のうめざわに連絡をとり、2013年に「Wリンダ」を再結成。コンビ名はW一門の伝統である「W」と、THE BLUE HEARTSの「リンダリンダ」から由来している。
2020年より「株式会社やまかわエンタテインメント」に所属。
デザイナーとしての顔も持ち、ジュエリーやTシャツ、CDジャケットなどのデザインを手掛けた経験もあり、2005年にはフレッシュマンジュエリーデザインコンテストにてデザイン画が入選している。

## エピソード
- 解散理由を聞かれた際は「活動に限界を感じたため」、「不仲だったから」など答えていたが、本当の理由はゲッターズ飯田の占いを真に受けてしまったためだと、のちにJ:COMの番組内で語っている。
- クールポコ。の小野まじめとは高校の同級生。
- 本名が同じ「赤江」姓、かつ同じ新宿区出身の同業者である玉袋筋太郎とはいとこ同士である（玉袋筋太郎の父親の弟の息子が赤江謙一）[1]。

## 出演番組

### テレビ
- 進ぬ！電波少年（日本テレビ）
- 王様のブランチ（TBS）
- 漫才大行進ゲロゲーロ（J:COM）

### CM
- エースコック「スーパーカップ豚キムチ」
- パチスロTV
- サトウ食品「サトウのご飯」
- サントリー「BOSS（地上の星 編）」

### ドラマ
- それでも、生きてゆく（フジテレビ）
- 蜜の味〜A Taste Of Honey〜（フジテレビ）

### ラジオ
- ギンギラ！すまいる情報ワイド（すまいるエフエム）2010年10月～2016年9月